# نشخار

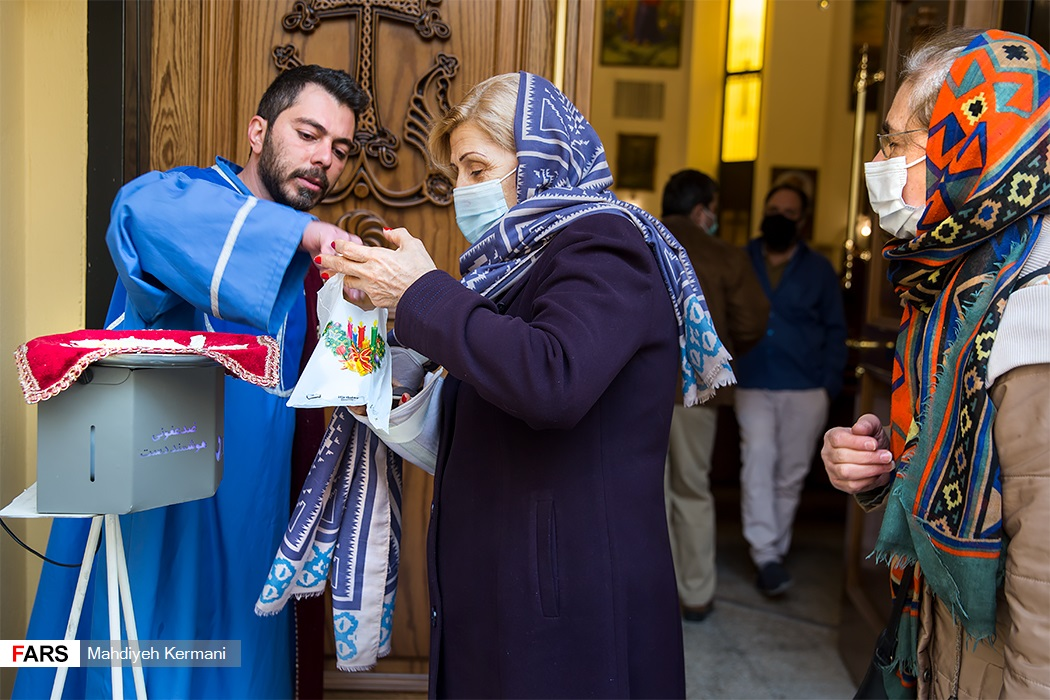

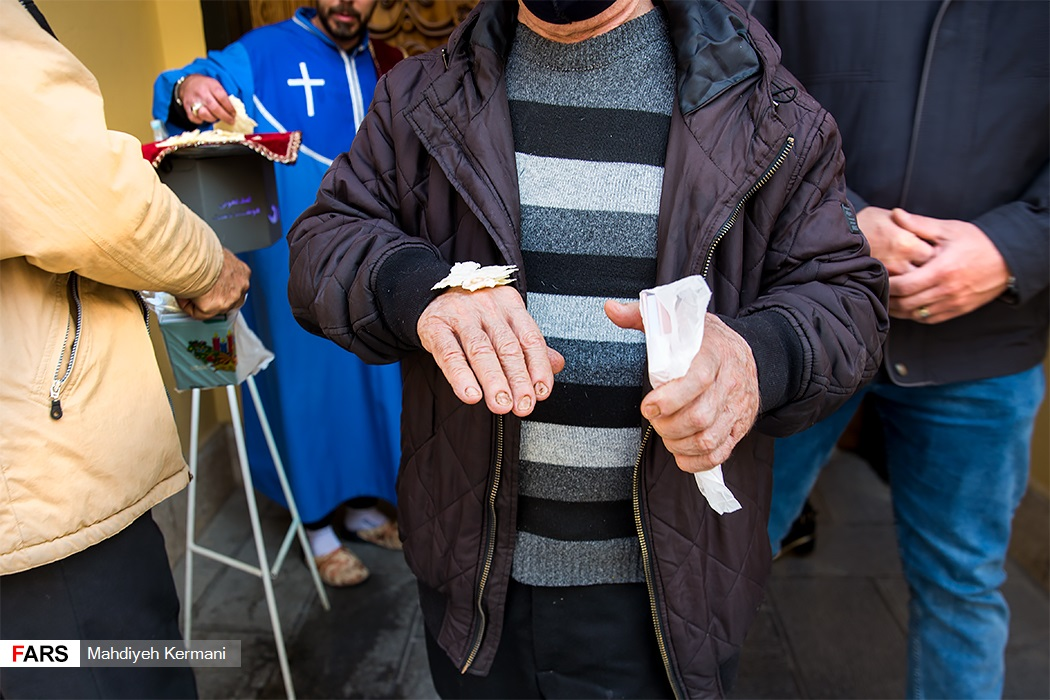

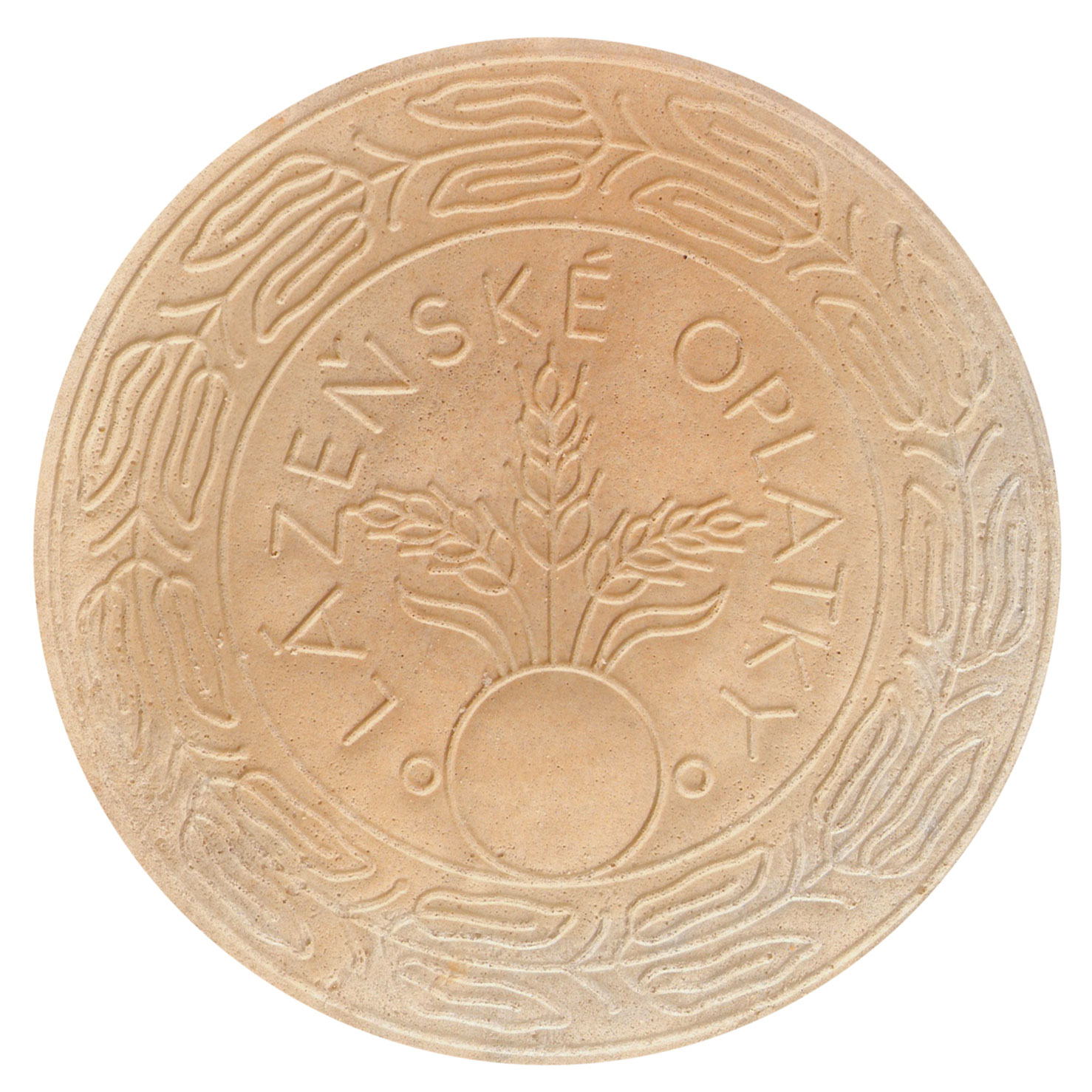

نشخار (ارمنی: նշխար nšxar) در مراسم عشای ربانی کلیسای حواری ارمنی، نان مقدسی است که پس از مراسم بادارک مقدس (Holy Mass) به عبادت‌کنندگان تقدیم می‌شود.